# Lost and Found
„Lost and Found” este un cântec al interpretei britanice Ellie Goulding. Acesta a fost lansat ca cel de-al doilea single promoțional la data de 23 octombrie 2015.

## Recepția critică
Cantecul a primit o mare parte de recenzii pozitive. Digital Spy a numit cântecul ca un „imn pop scânteietor”. Spin a spus că „«Cântecul» care probabil ar fi scos de la oricare club”, lăudând refrenul său, spunând că ritmurile sale „care niciodată nu strică”. Idolator a spus că cântecul „este unul dintre cele mai puternice piese pe care le-a lansat până acum.”

## Clasamente
| Țară (clasament)                       | Poziția maximă | Referință |
| 2015                                   | 2015           | 2015      |
| -------------------------------------- | -------------- | --------- |
| Australia (ARIA)                       | 70             | [ 4 ]     |
| Irlanda (IRMA)                         | 75             | [ 5 ]     |
| Elveția (Schweizer Hitparade)          | 89             | [ 6 ]     |
| Regatul Unit (Official Charts Company) | 57             | [ 7 ]     |